# Rostraria litorea
Espèce
Rostraria litorea est une espèce de plantes à fleurs de la famille des Poaceae, endémique de la Tunisie.

## Description générale
La floraison a lieu de mai à juillet.